# Thecla viola
Thecla viola är en fjärilsart som beskrevs av Max Wilhelm Karl Draudt 1920. Thecla viola ingår i släktet Thecla och familjen juvelvingar. Inga underarter finns listade i Catalogue of Life.